# دولگوشچلسکویه
دولگوشچلسکویه (روسی: Долгощельское сельское поселение) یک منطقهٔ مسکونی در روسیه است که در استان آرخانگلسک واقع شده‌است.